# Bronco Wine Company
Bronco Wine Company er en amerikansk vinproducent, der er baseret i Ceres, Californien. Bronco Wine Co har ca. 10.000 ansatte, de markedsfører og sælger over 250 vin-mærker.
CEO Fred Franzia nevø til vinlegenden Ernest Gallo  etablerede Bronco Wine i 1973 sammen med sin bror Joseph og hans fætter John Franzia.